# Gruppo Aziende Italiane
Il Gruppo Aziende Italiane meglio conosciuto con l'acronimo G.A.I. designa il consorzio costituito nel 1974 tra le maggiori aziende di costruzioni ferroviarie italiane allo scopo di riqualificare la produzione dell'industria ferroviaria nazionale realizzando progetti innovativi di treni per le ferrovie italiane.
Il consorzio raggruppò l'Ansaldo di Genova, la Breda Costruzioni Ferroviarie di Pistoia, la Ercole Marelli di Milano, la Fiat Ferroviaria Savigliano di Torino, la Intertecnica di Milano, il Tecnomasio Italiano-Brown-Boveri di Milano e la RETAM di Bresso allo scopo di proporre, alle aziende ferroviarie italiane che avevano necessità di rinnovare il proprio parco rotabili, un treno di concezione innovativa in grado di espletare servizio pendolare e di massa in maniera efficiente e veloce. Il progetto venne fatto nella stessa ottica di quanto già avvenuto in precedenza, nel settore dei mezzi termici con le ALn 668, su proposta della Fiat Ferroviaria, che rappresentava il più riuscito programma di unificazione concettuale dei rotabili. Il progetto del consorzio, denominato Treno G.A.I. era modulare, basato sulla nuova regolazione elettronica a chopper della potenza, con frenatura elettrica reostatica e accoppiabile in multiplo per costituire convogli di tutto rispetto. Il progetto è stato alla base delle serie successive delle Ferrovie dello Stato e di altre aziende ferroviarie italiane in concessione come le ALe 724 e le sue derivazioni.